# 주파수 측정기

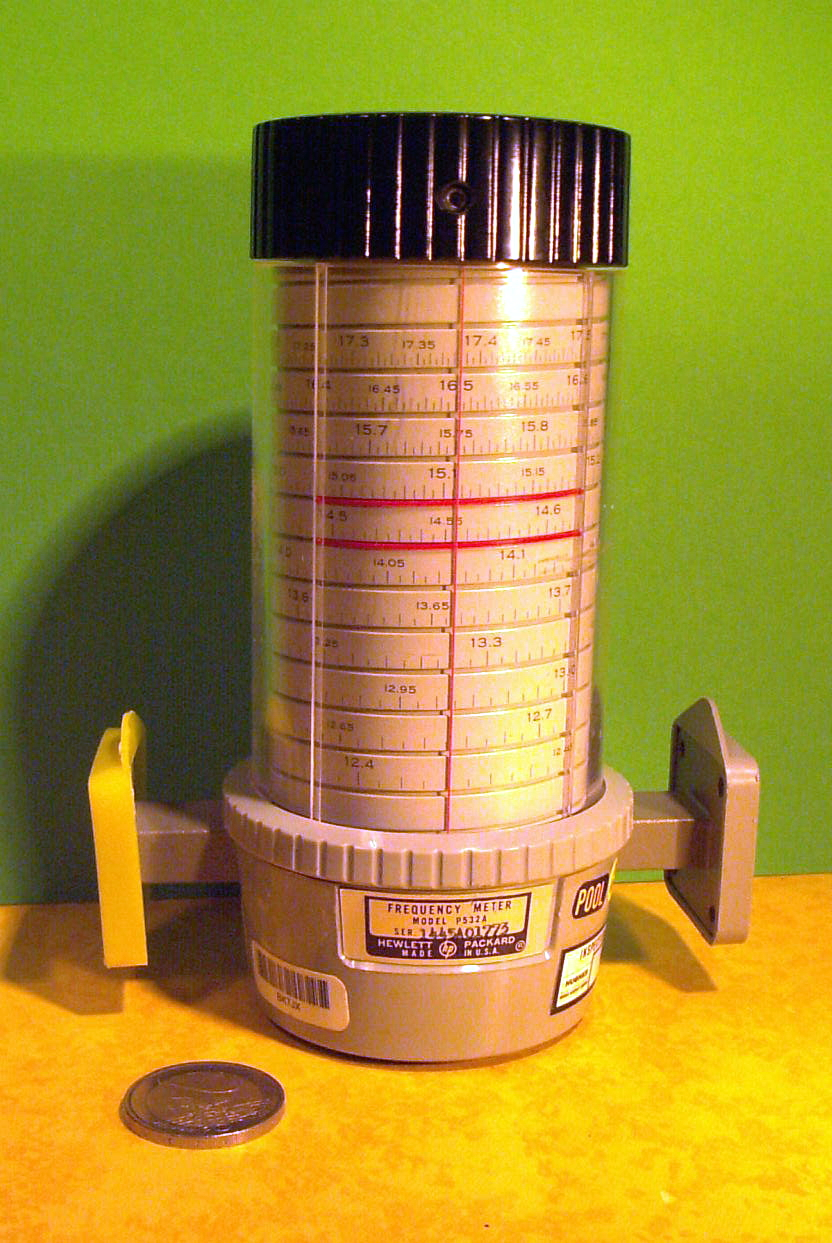
마이크로파 주파수 흡수 주파수(또는 파동) 측정기

주파수 측정기(frequency meter)는 주기적인 전기 신호의 주파수를 표시하는 기기이다. 과거에는 다양한 유형의 기계식 주파수 측정기가 사용되었으나 1970년대 이후에는 거의 보편적으로 디지털 주파수 카운터로 대체되었다.

## 무산 주파수 시스템
기계식 디스플레이를 사용하는 초기 계량기는 더 높은 주파수의 예가 알려져 있었지만 1000Hz 정도의 주파수로 제한되었다. 무선주파수 신호의 경우 이러한 시스템은 일반적으로 반응 속도가 너무 느려서 새로운 미터가 도입되었다.

## 같이 보기
- 리드 리시버